# 조선방직 축구단
조선방직 축구단은 당시 조선방직에서 운영했던 축구단으로 1950년대 실업축구에서 활동하였다.
조선방직은 본사 소속 축구단과 대구 공장 축구단 축구단이 존재하였으며 각각 별개의 팀으로 전국축구선수권대회를 비롯한 기타 대회에 참가하였다. 이로 인해 약간의 혼돈이 있으니 참고하여야 하며 대표적으로 1951년 전국축구선수권대회의 경우 조선방직의 본사 축구단과 대구 조선방직 축구단 모두 4강에 올랐으며 우승은 대구 조선방직 축구단이 했었다.

## 유명 선수
- 홍덕영